# Hieronymus Emser

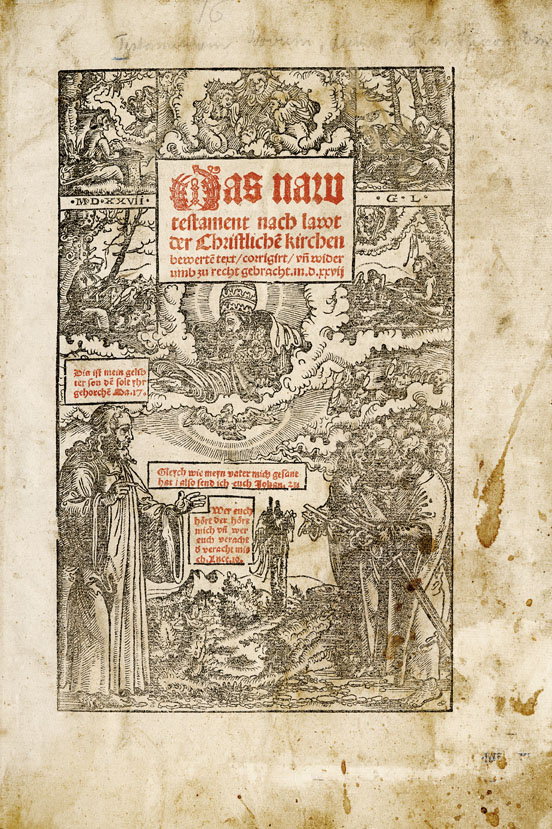
Das naw testament, 1527

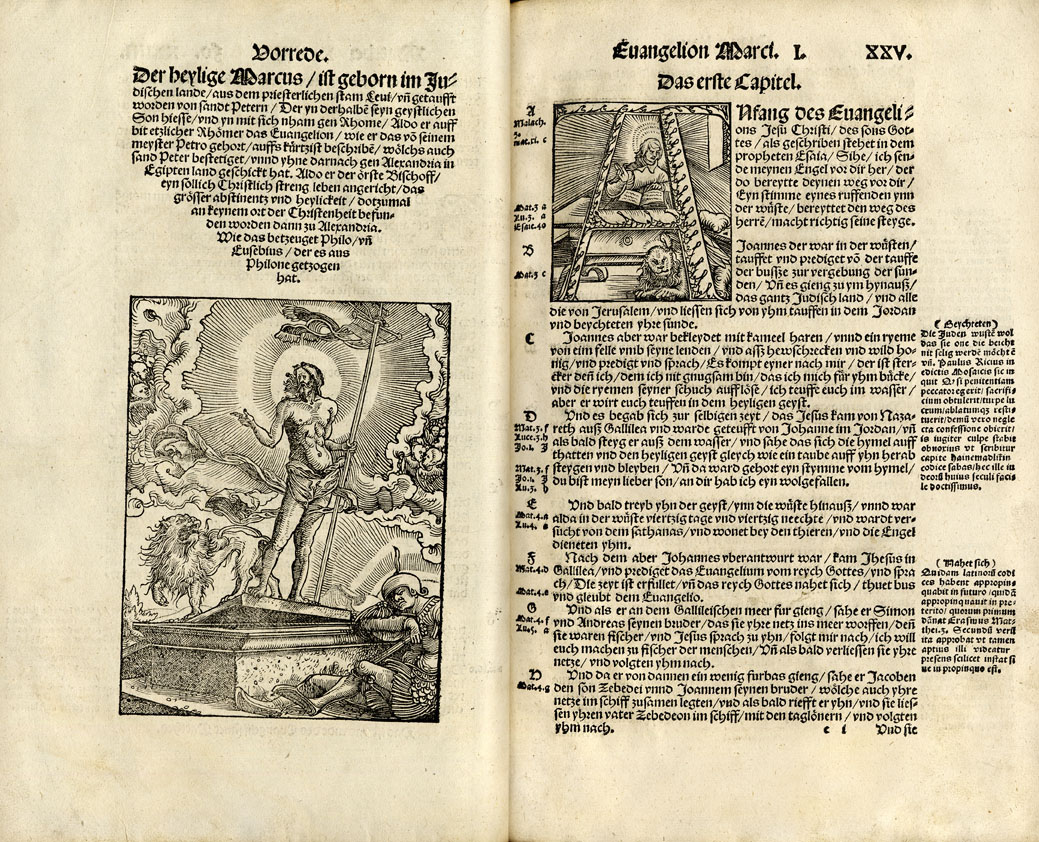
Markusevangelium, erste Seite

Hieronymus Emser (* 26. März 1478 in Weidenstetten bei Ulm; † 8. November 1527 in Dresden) war ein katholischer Theologe und Gegenspieler Luthers.

## Leben
Emser studierte ab 1493 in Tübingen und ab 1497 in Basel Rechtswissenschaft und Theologie. 1504 hielt er an der Universität Erfurt Vorlesungen, die auch von Martin Luther gehört wurden. Im folgenden Jahr promovierte Emser zum Bakkalaureus der Theologie und wurde später der Sekretär und Kaplan des Herzogs Georg des Bärtigen von Sachsen.

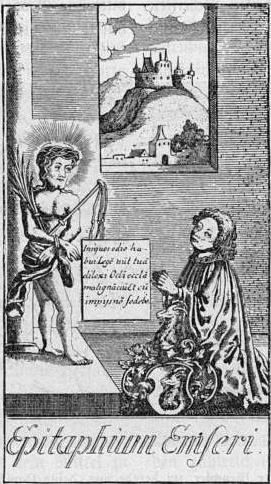
Epitaph Emsers

Der Herzogin Barbara von Sachsen widmete er 1505 ein deutschsprachiges Gedicht zur Verteidigung der Würde des Ehestandes (Eyn deutsche Satyra vnd straffe des Eebruchs) mit vielen antiken Exempeln und gelehrten Anmerkungen. Der Begriff Satire wird hier noch im Sinne von „Anprangerung eines Lasters“ verwendet.
Ab 1519 führte Emser einen leidenschaftlichen, literarischen Disput mit Luther. Da Emser Luther Irrtümer und Lügen bei seiner Bibelübersetzung vorwarf, etwa in der Leipziger Streitschrift Auß was grund vnnd vrsach Luthers dolmatschung / vber das nawe testament / dem gemeinen man billich vorbotten worden sey von 1523, übersetzte er im Auftrag Herzog Georgs von Sachsen seinerseits das Neue Testament ins Deutsche. In diesem Werk überarbeitete er die Version Luthers mit Rückgriff auf die lateinische Vulgata, da die Kirche Luthers Wortschöpfungen und Übersetzungen ablehnte. Im Jahr 1527 wurde dieses Werk unter dem Titel Das naw testament nach lawt der Christlichen kirchen bewerten text / corrigirt / und widerumb zurecht gebracht in Dresden gedruckt und schon ein Jahr darauf entstand eine zweite Auflage. Diese Übersetzung fand weite Verbreitung in der katholischen Bevölkerung: So zog der Schriftsteller Christoph Flurheim sie für sein deutsches Missale heran, das 1528 gedruckt wurde. Außerdem wurde das Werk Emsers 1537 von Johannes Eck als Basis für dessen oberdeutsche Übersetzung des Neuen und Alten Testaments verwendet. Schon 1530 war in Rostock eine auf Emser basierende niederdeutsche Übertragung erschienen.
Emser verstarb 1527 und wurde auf dem Frauenkirchhof in Dresden beigesetzt.

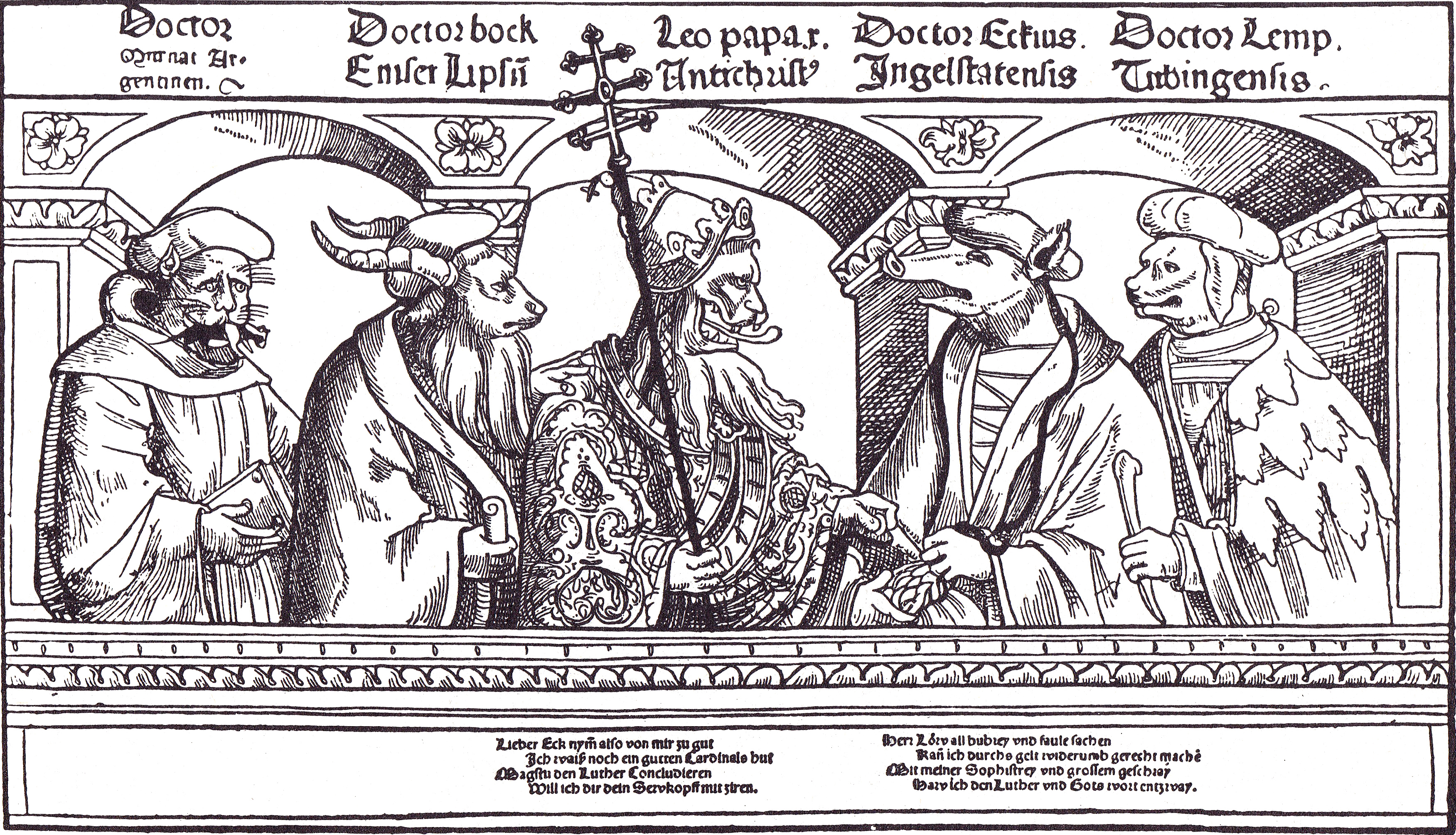
Satirische Darstellung von Martin Luthers Gegner. Holzschnitt eines Flugblatts zur Zeit des römischen Prozesses verspottend mit Tiermasken: Links außen der Franziskaner Thomas Murner als Kater, neben ihm der Theologe Hieronymus Emser als Bock. Als Löwe in der Bildmitte ist Papst Leo X. als Antichrist bezeichnet, davon rechts der Ingolstädter Theologieprofessor Johannes Eck als Schwein und der Tübinger Theologieprofessor Jakob Lemp als Hund. Aus der Bildunterschrift geht hervor, dass Leo X. Eck einen Kardinalshut und Geld verspricht, im Gegenzug solle Eck Luther niederzwingen.

## Werke
- als Übersetzer: Von der hauszhaltung (Übersetzung von Xenophon: Oikonomikos). Sachsen 1525[2][3]
- als Übersetzer: Das gantz neü testament / Herausgegeben von Johann Dietenberger – Köln: Quentel / Tübingen: Morhart, 1532. Digitalisierte Ausgabe der Universitäts- und Landesbibliothek Düsseldorf

- Eyn deutsche Satyra vnd straffe des Eebruchs, Leipzig: Melchior Lotter, 1505. Digitalisierte Ausgabe des Münchener Digitalisierungszentrum